# Trần Thọ Đạt
Trần Thọ Đạt (sinh năm 1959) là giáo sư, tiến sĩ thống kê và tiến sĩ kinh tế người Việt Nam. Ông nguyên là Hiệu trưởng Trường Đại học Kinh tế Quốc dân, một trong 16 thành viên Tổ Tư vấn kinh tế của Thủ tướng Chính phủ Việt Nam Nguyễn Xuân Phúc nhiệm kì 2016-2021.

## Xuất thân và giáo dục
Trần Thọ Đạt sinh năm 1959 tại tỉnh Nam Định. Ông từng học tại Trường Trung học phổ thông Lê Hồng Phong, thành phố Nam Định. Sau đó, ông học đại học tại Trường Đại học Kinh tế Quốc dân (Hà Nội), khoa Toán kinh tế, và tốt nghiệp năm 1982. Ông bảo vệ thành công luận án Tiến sĩ chuyên ngành thống kê tại Trường Đại học Kinh tế Quốc dân năm 1991. và tốt nghiệp thạc sĩ ngành Kinh tế phát triển tại Đại học Quốc gia Úc năm 1994. Năm 1998, ông đạt học vị Tiến sĩ kinh tế trường Đại học Quốc gia Úc bằng luận án Borrower transactions costs, segmented markets and credit rationing: a study of the rural credit market in Vietnam.
Ông biết hai ngoại ngữ tiếng Anh và tiếng Nga.

## Sự nghiệp
Từ tháng 11 năm 1982 đến năm 1990, ông là giảng viên ngành thống kê tại Khoa Thống kê, Trường Đại học Kinh tế Quốc dân. Từ năm 1990 đến năm 1998, ông là giảng viên bộ môn Kinh tế Vĩ mô, Trường Đại học Kinh tế Quốc dân. Từ năm 1999 đến năm 2000, ông là Trưởng ban điều phối Dự án Giáo dục Đại học, Bộ Giáo dục và Đào tạo Việt Nam. Từ năm 2000 đến năm 2003, ông là Phó trưởng Khoa Sau Đại học, Trường Đại học Kinh tế Quốc dân. Từ tháng 11 năm 2003 đến tháng 11 năm 2006, ông là Trưởng phòng Quản lý Đào tạo Đại học và Sau Đại học, Trường Đại học Kinh tế Quốc dân. Từ tháng 11 năm 2006 đến ngày 25 tháng 9 nămm 2008, ông là Viện trưởng Viện Đào tạo Sau Đại học, Trường Đại học Kinh tế Quốc dân. Từ tháng 9 năm 2008 đến năm 2014, ông là Phó Hiệu trưởng Trường Đại học Kinh tế Quốc dân phụ trách khoa học và hợp tác quốc tế. Ngày 22 tháng 9 năm 2014, ông được Bộ trưởng Bộ Giáo dục và Đào tạo Việt Nam Phạm Vũ Luận bổ nhiệm giữ chức vụ Hiệu trưởng Trường Đại học Kinh tế Quốc dân nhiệm kì 2013-2018. Ngày 28 tháng 7 năm 2017, ông là một trong 15 thành viên của Tổ Tư vấn kinh tế của Thủ tướng Chính phủ Việt Nam Nguyễn Xuân Phúc nhiệm kì 2016-2021.

## Tác phẩm

### Sách
1. Giáo trình "Ứng dụng một số lý thuyết trong nghiên cứu kinh tế"[1]
2. "Biến đổi khí hậu và Sinh kế bền vững"[1]

### Bài báo khoa học
1. Trần, Thọ Đạt (1998). "The Segmentation of a Rural Credit Market". Vietnam's Socio-Economic Development Review. Quyển 15. Viện Kinh tế học. tr. 47–55. ISSN 0868-359X.